# H. Naoto
h.NAOTO (エイチ・ナオト), pseudonyme de Naoto Hiro'oka (廣岡 直人, Hiro'oka Naoto), est un styliste de mode japonais né en 1977, qui a créé en 2000 sa propre marque h.NAOTO, spécialisée dans le style punk et gothic lolita. Il collabore entre autres avec le duo de J-rock Hangry & Angry.
h.NAOTO a participé à l'Otakon 2010 à Baltimore aux États-Unis.